# Olympische Sommerspiele 1980/Teilnehmer (Luxemburg)
| Gelbes Symbol für Goldmedaillen mit stilisierten Olympischen Ringen | Graues Symbol für Silbermedaillen mit stilisierten Olympischen Ringen | Braundes Symbol für Bronzemedaillen mit stilisierten Olympischen Ringen |
| ------------------------------------------------------------------- | --------------------------------------------------------------------- | ----------------------------------------------------------------------- |
| —                                                                   | —                                                                     | —                                                                       |

Luxemburg nahm an den Olympischen Sommerspielen 1980 in Moskau, Sowjetunion, mit einer Delegation von drei Sportlern (allesamt Männer) teil.

## Teilnehmer nach Sportarten

### Bogenschießen
- André Braun
Einzel: 16. Platz

### Leichtathletik
- Lucien Faber
20 Kilometer Gehen: DNF

### Schießen
- Roland Jacoby
Kleinkaliber Dreistellungskampf: 34. Platz
Kleinkaliber liegend: 11. Platz